# HD 137388
Désignations
HD 137388, formellement nommée Karaka, est une étoile orangée de la constellation circumpolaire australe de l'Oiseau de paradis. Sa magnitude apparente est de 8,70. D'après la mesure de sa parallaxe par le satellite Gaia, elle est distante de ∼ 132 a.l. (∼ 40,5 pc) de la Terre. Elle possède une exoplanète détectée en 2011 par la méthode des vitesses radiales, HD 137388 b, également nommée Kererū.

## Propriétés
HD 137388 est une étoile un peu moins massive que le Soleil, âgée d'environ trois milliards d'années. Elle a été classée comme une naine orange de type spectral K0/1V,, ce qui correspond à une étoile sur la séquence principale qui fusionne l'hydrogène contenu dans son noyau en hélium. Le projet NStars l'a toutefois classée comme une étoile de type spectral K2IV, ce qui suggère alors qu'elle serait une sous-géante plus évoluée qui viendrait d'épuiser ses réserves en hydrogène.
La masse de HD 137388 est équivalente à 93 % de celle du Soleil, tandis que son rayon vaut 86 % le rayon solaire. Sa luminosité n'est quant à elle que de 53 % celle du Soleil. Sa température de surface est de 5 297 K. HD 137388 est une étoile fortement enrichie en métaux — ce que les astronomes désignent comme étant tous les éléments plus lourds que l'hélium —, avec un indice [Fe/H] 1,95 fois supérieur à celui du Soleil.
HD 137388 a été soupçonnée d'être une étoile variable, mais cette variabilité n'a jamais été confirmée et sa magnitude est désormais considérée comme étant constante.

## Nom
HD 137388 s'est vu attribuer le nom de « Karaka » par les représentants de la Nouvelle-Zélande lors de la campagne NameExoWorlds organisée par l'Union astronomique internationale en 2019. Il fait référence au laurier de Nouvelle-Zélande (en) (karaka).

## Étoile double
HD 137388 forme une étoile double avec CPD-79 845, qui est une étoile géante orangée d'une magnitude apparente de 10,59. En date de 2015, celle-ci était située à une distance angulaire de 24 secondes d'arc et à un angle de position de 73° de HD 137388. L'étude du mouvement des deux étoiles indiquent qu'elles ne se déplacent pas ensemble et qu'elle ne sont donc pas liées physiquement, faisant de la paire une double purement optique. La mesure d'une parallaxe de CPD-79 845 à 1,24 mas par le satellite Gaia indique que cette étoile est distante d'environ 804 pc (∼2 620 al) de la Terre,, ce qui est en effet bien plus lointain que les 40,6 pc de HD 137388.

## Système planétaire
HD 137388 possède une planète découverte en 2011 par la méthode des vitesses radiales, HD 137388 b. Sa masse est estimée à 0,223 MJ et elle boucle une orbite autour de son étoile-hôte en 330 jours environ, à une distance moyenne de 0,89 ua,. Elle a été officiellement nommée Kererū lors de la campagne NameExoWorlds en 2019. Kererū est le mot maori pour désigner le carpophage de Nouvelle-Zélande.
| Planète              | Masse            | Demi-grand axe (ua) | Période orbitale (jours) | Excentricité | Inclinaison  | Rayon |
| -------------------- | ---------------- | ------------------- | ------------------------ | ------------ | ------------ | ----- |
| HD 137388 b (Kererū) | 0,223 ± 0,029 MJ | 0,89 ± 0,02         | 330,0 ± 4,0              | 0,36 ± 0,12  | 86,0 ± 35,0° |       |